# Liste der Naturdenkmale in Oggelshausen
| Naturdenkmale | Anzahl |
| ------------- | ------ |
| FND           | 1      |
| END           | 1      |
| Gesamt        | 2      |

Die Liste der Naturdenkmale in Oggelshausen nennt die verordneten Naturdenkmale (ND) der im baden-württembergischen Landkreis Biberach liegenden Stadt Oggelshausen. In Oggelshausen gibt es insgesamt zwei als Naturdenkmal geschützte Objekte, davon ein flächenhaftes Naturdenkmal (FND) und ein Einzelgebilde-Naturdenkmal (END).
Stand: 29. Juli 2024.

## Flächenhafte Naturdenkmale (FND)
| Name                     | Bild | Kennung     | Einzelheiten | Position | Fläche Hektar | Datum |
| ------------------------ | ---- | ----------- | ------------ | -------- | ------------- | ----- |
| Birkenallee an der L 280 | BW   | 84260900005 | Oggelshausen | ⊙        | 0,9           |       |
| Legende für Naturdenkmal |      |             |              |          |               |       |

## Einzelgebilde (END)
| Name                     | Bild | Kennung     | Einzelheiten | Position | Fläche Hektar | Datum |
| ------------------------ | ---- | ----------- | ------------ | -------- | ------------- | ----- |
| Birkenallee              | BW   | 84260900001 | Oggelshausen | ⊙        | 0,0           |       |
| Legende für Naturdenkmal |      |             |              |          |               |       |